# Шољмар
Шољмар (мађ. Solymár) је насеље у централној Мађарској. Шољмар је веће насеље у оквиру пештанске жупаније.

## Географија

### Локација
Налази се северозападно од градског подручја Будимпеште, граничи се са 3. и 2. округом града, као и са Нађковачијем, Пилишсентиваном, Пилишверешваром, Чобанка, Пилишборошјенеом и Иреом. Његово живописно окружење (брда на југу и истоку, највиша тачка је Жирошхеђ на 424 m) и добра приступачност градских аутобуса 64, 64А, 164, 264, 157 и 964 из Хивешвелђа, 218 из Обуде и Будимпеште, воза из Будимпеште. аутобуси са Арпад-хида) учинили су га пожељном дестинацијом за богате градске становнике који се селе у куће у предграђу изван Будимпеште од средине 1990-их.

## Историја
Име села се први пут помиње у повељи Беле IV од 5. маја 1266. године као Шоломар. Највероватнија етимологија имена је мађарски шолимар (чешће шолимас): „соколар“, односно место где живе краљевски соколари. (Неколико суседних села је названо слично.) Село је напредовало током наредних векова и вероватно је било домаћин краљевског ловачког дворца (Саркавар), који је изгорео после 1561. године. Турска освајања су оставиле село напуштено после 1580. године.
Село је било ненасељено све до доласка првих досељеника око 1700. године, први Срби и Бугари су мигрирали са југа, да би избегли османске снаге које су се повлачиле. Убрзо потом дошли су баварски имигранти, које је монархија регрутовала из Хабзбурга и сличних јужних покрајина дуж Дунава. Круна је платила њихов превоз и помогла им да се настањују у Мађарској. Придошлицама је обећано да ће задржати свој језик и веру (углавном римокатоличку). Монархија је желела да пресели ово подручје и знала је да Немци могу да обнове обрадиве земље дуж Дунава. Пошто су досељеници наставили да говоре немачки језик и задржали своју културну и верску традицију, названи су Дунавске Швабе (die Donauschwaben). Њихови потомци, који су били грађани Аустроугарске и наредних влада, касније су чинили велику већину становништва на овим просторима и на немачком су село назвали Шаумар.
Током Другог светског рата, Адолф Хитлер се обраћао етничким Немцима у другим земљама, без обзира колико дуго су тамо боравили. У неким областима, етнички Немци су подржавали његов програм, али су у многим случајевима били лојални месту где су живели. Пошто је део нацистичког разлога за рат био уједињење свих етничких Немаца и угњетавање и истребљење другог становништва, многе источноевропске земље, као што су Мађарска, Југославија, Пољска и Совјетски Савез, протерале су етничке Немце након рата. Отприлике половина становништва Шолимара депортовано је у Немачку 1946. године као колективна казна и део тог масовног расељавања. Више од 330 домаћинстава у Шолимару је испражњено.
Празне куће су заузели етнички Мађари пресељени из других делова земље (углавном Мезекевешда), као и избеглице из Ердеља. У каснијим годинама стигли су етнички Мађари депортовани из Чехословачке. Заједно са масовном миграцијом људи из Будимпеште у протеклим деценијама субурбанизације, етнички Немци су постали мањина становништва. Од 1990. године се обележава депортација, постављено је спомен обележје на Црквеном тргу.

## Становништво
Током пописа 2011. године, 88,1% становника се изјаснило као Мађари, 13% као Немци, 0,2% као Румуни и 0,2% као Словаци (11,4% се није изјаснило).
Верска дистрибуција је била следећа: римокатолици 42,9%, реформисани 9%, лутерани 1,4%, гркокатолици 0,8%, Израелци 0,3%, неконфесионални 17,1% (25,3% се није изјаснило).
Године 2019. село је имало 11.277 становника.